# JR貨物UT8C形コンテナ

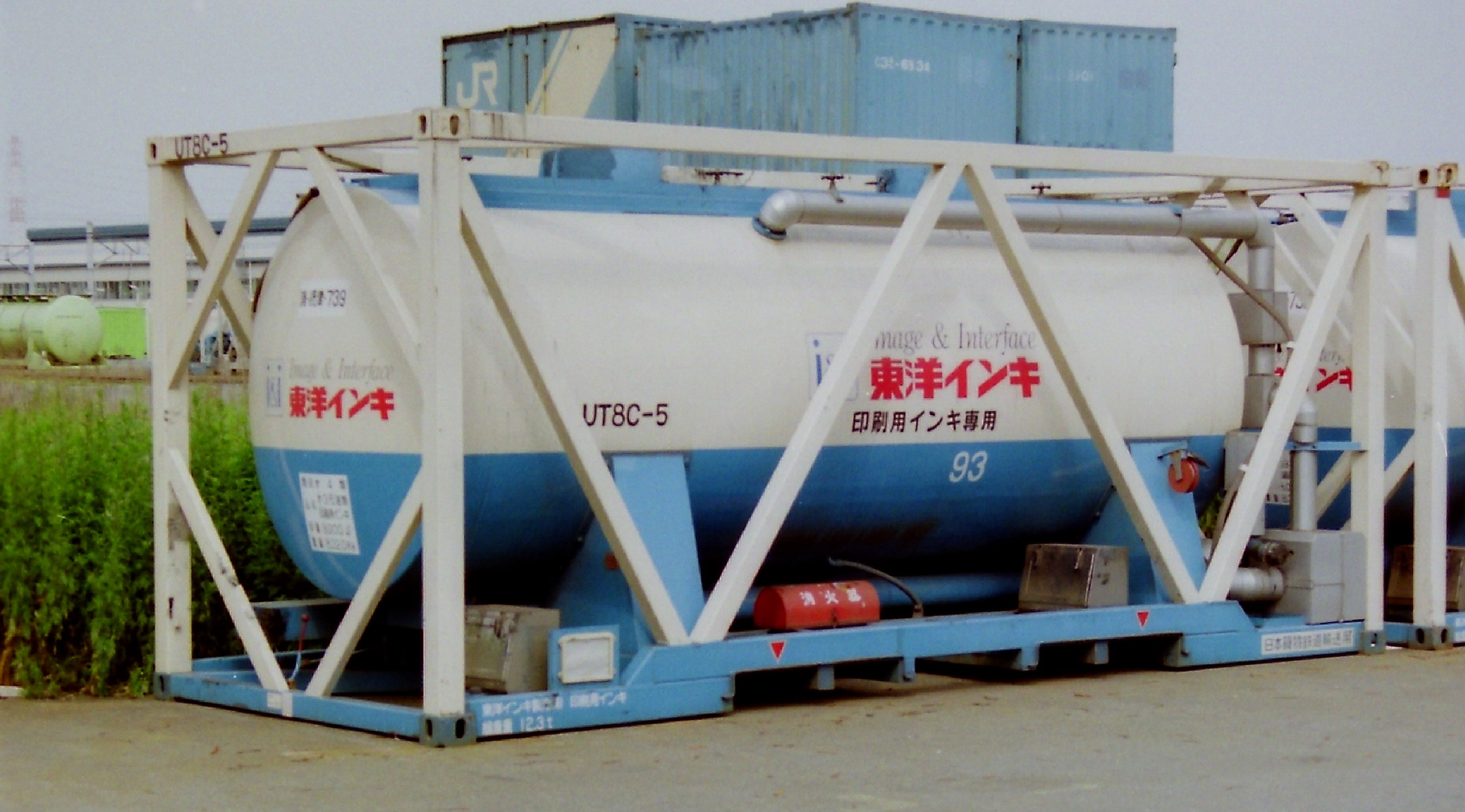
印刷用インクの鉄道輸送用にJR貨物より承認登録されて、東洋インキ製造所有の鉄道私有コンテナ、UT8C-5。大阪府／大阪貨物ターミナル駅にて、1994年12月25日撮影。

JR貨物UT8C形コンテナ（JRかもつUT8Cがたコンテナ）は、日本貨物鉄道（JR貨物）輸送用として籍を編入している、20 ft形の私有コンテナ（タンクコンテナ）である。

## 概要
本形式の数字部位 「 8 」は、コンテナの容積を元に決定される。このコンテナ容積8 ㎥の算出は、厳密には端数を四捨五入計算の為に、内容積が7.5 - 8.4 ㎥の間に属するコンテナが対象となる。また形式末尾のアルファベット一桁部位 「 C 」は、コンテナの使用用途（主たる目的）が 「 危険品の輸送 」を表す記号として付与されている。

## 番台毎の概要

### 0番台

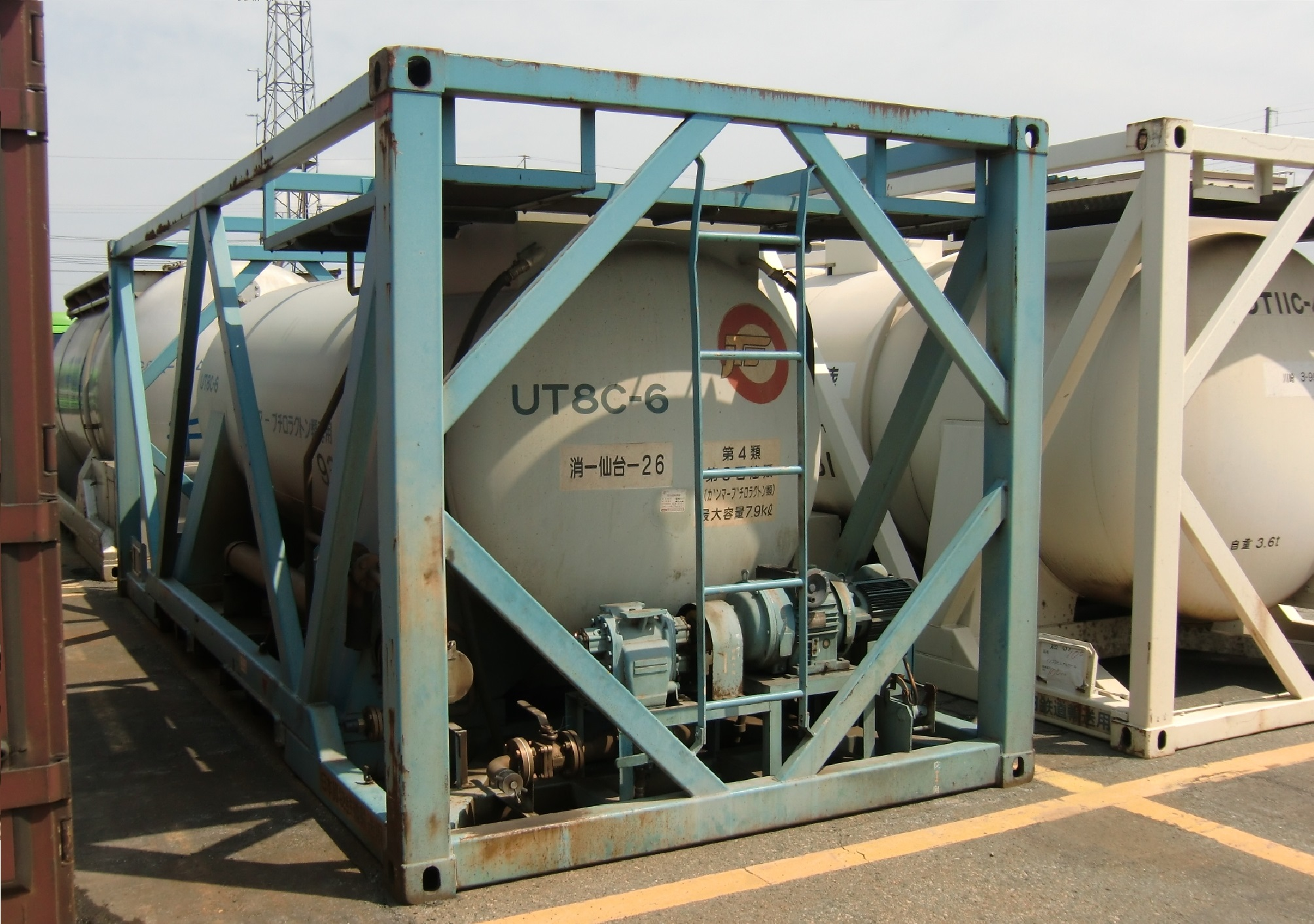
UT8C-6　日本石油輸送所有の、ガンマーブチロラクトン専用。岩手県／盛岡貨物ターミナル駅にて、2010年5月2日撮影。

1
日本石油輸送所有。オルソ・ジクロロベンゼン専用。総重量12.3t。
2
東洋インキ製造所有。印刷用インキ専用。総重量12.3t。
3
日本石油輸送所有、三菱油化借受。ガンマーブチロラクトン専用。総重量12.3t。
　　　　　↓
清水運送所有、日本ケミカル工業借受。ＬＬＣ専用。総重量12.3t。
4 ・ 5
東洋インキ製造所有。印刷用インキ専用。総重量12.3t。
6
日本石油輸送所有。ガンマーブチロラクトン専用。総重量12.3t。
7
大日本インキ所有。印刷用インキ専用。総重量12.3t。

### 5000番台
5001
日本石油輸送所有。イソシアネートＧ４５５専用。総重量13.5t。

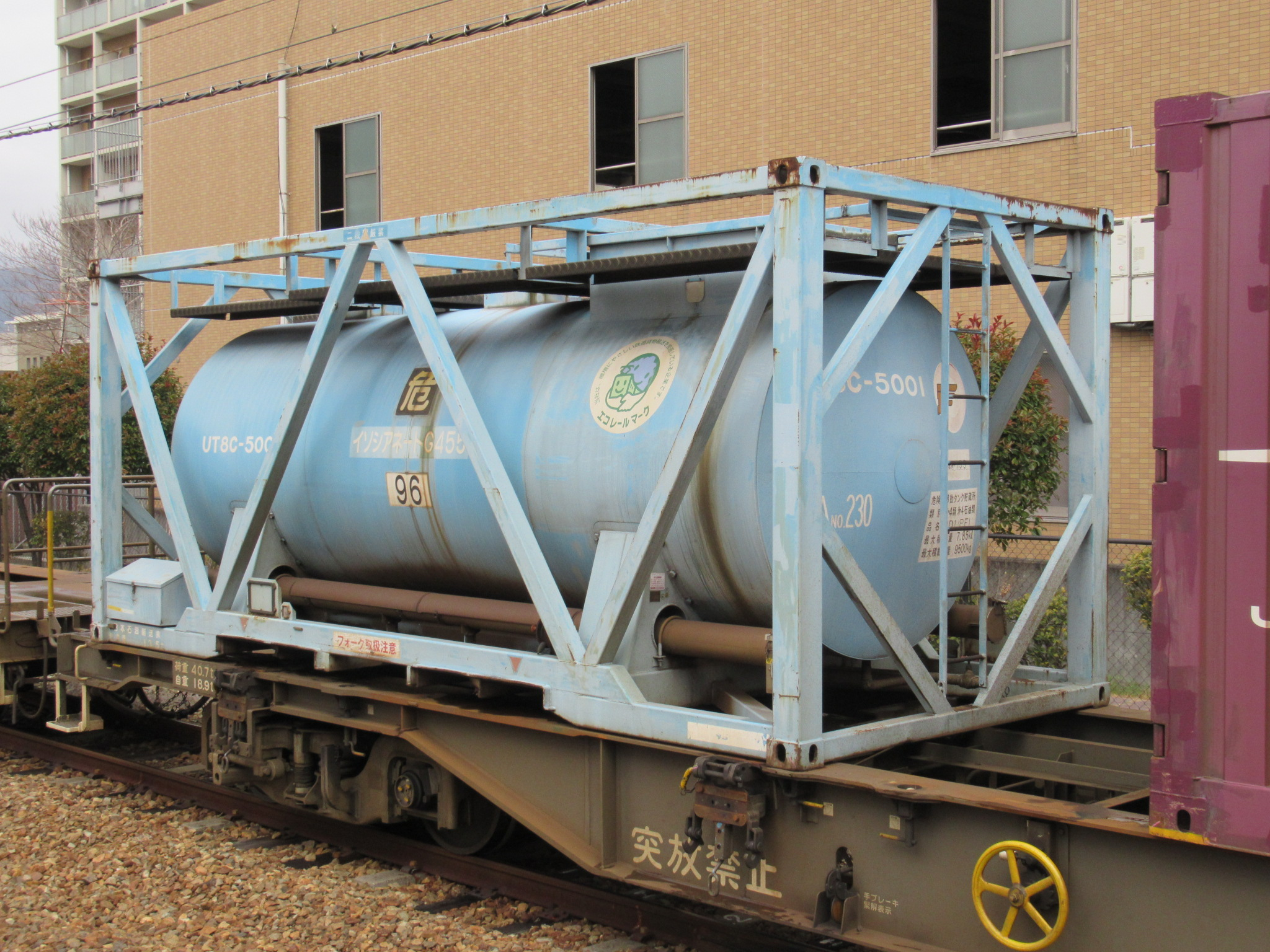
UT8C-5001 日本石油輸送所有。兵庫県／JR西宮駅にて、2019年1月27日撮影。

5002 - 5009
日本石油輸送所有。TDI専用。総重量13.5t。

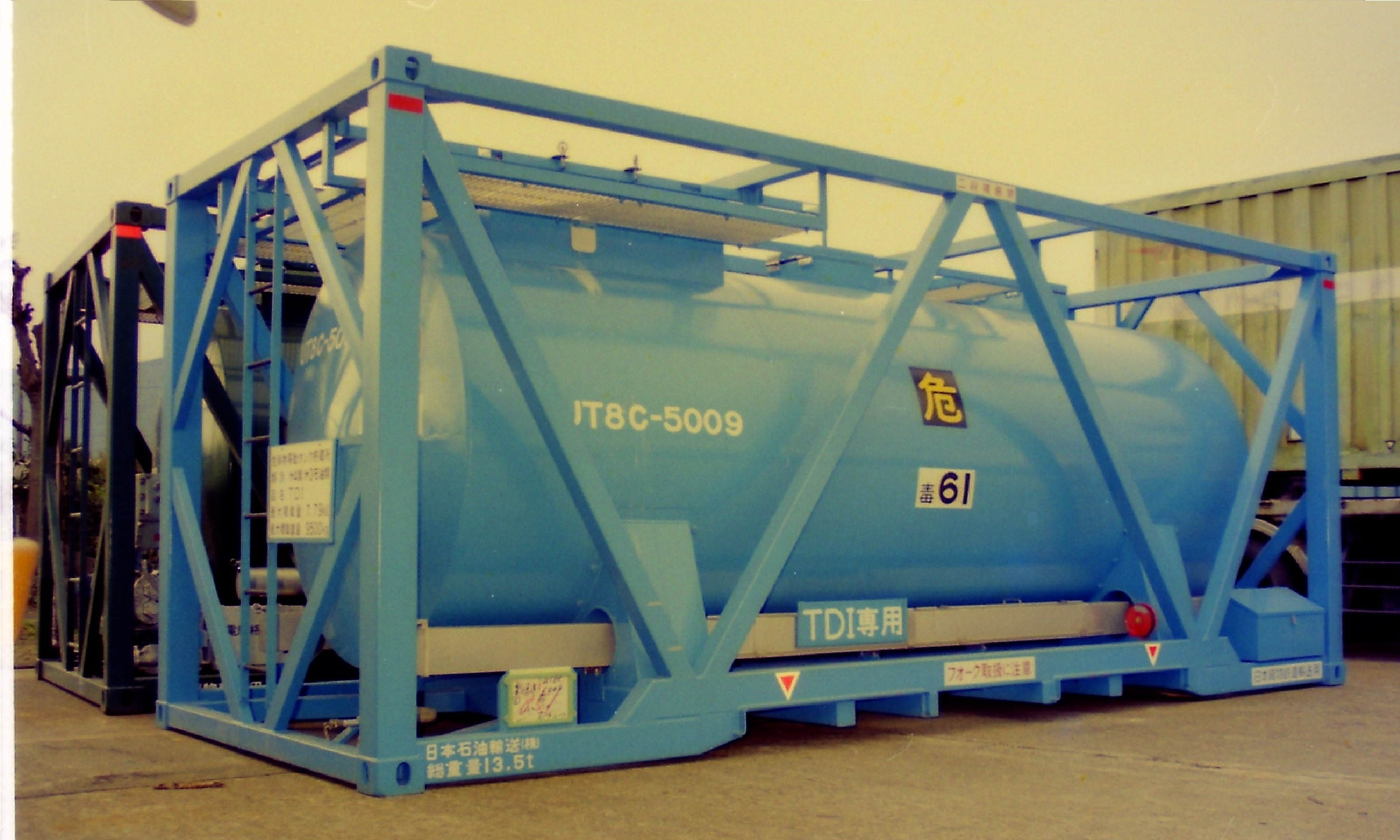
UT8C-5009 日本石油輸送所有。愛媛県／新居浜駅にて、1989年11月3日撮影。

　　　　　↓
日本石油輸送所有。MDI専用。総重量13.5t。
5010
日本陸運産業所有。メタクレゾール専用。総重量13.5t。
5011
日本陸運産業所有。エポキシ樹脂専用。総重量13.5t。
5012
日本陸運産業所有。ニトロベンゼン専用。総重量13.5t。
5013
日本陸運産業所有。エポキシ樹脂専用。総重量13.5t。
5014
日本陸運産業所有。PPG専用。総重量13.5t。
　　　　　↓
日本陸運産業所有。HDI専用。総重量13.5t。
5015
日本石油輸送所有、アドケムコ借受。フェノールC専用。総重量13.5t。

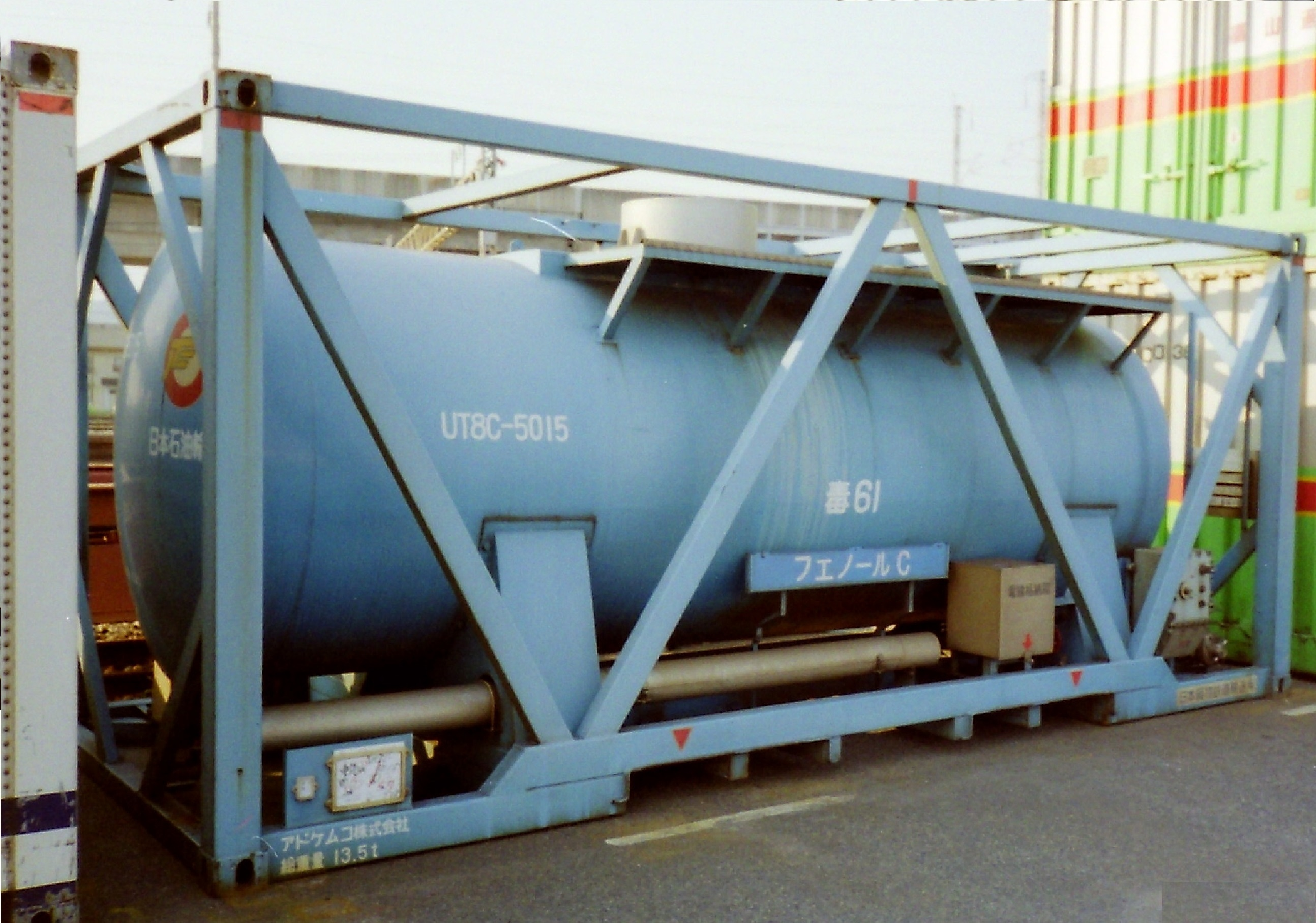
UT8C-5015 日本石油輸送所有、アドケムコ借受。広島県／東福山駅にて、1995年7月29日撮影。

　　　　　↓
日本石油輸送所有、JFEケミカル借受。フェノール専用。総重量13.5t。
5016
日本石油輸送所有。総重量13.5t。
5017
所有者不明
5018 - 5020
日本陸運産業所有。総重量13.5t。
5021 - 5030
日本ポリウレタン工業所有。ＭＤＩ専用。総重量13.5t。
5031 ・ 5032
日本新聞インキ所有。印刷用インキ専用。総重量13.12t。

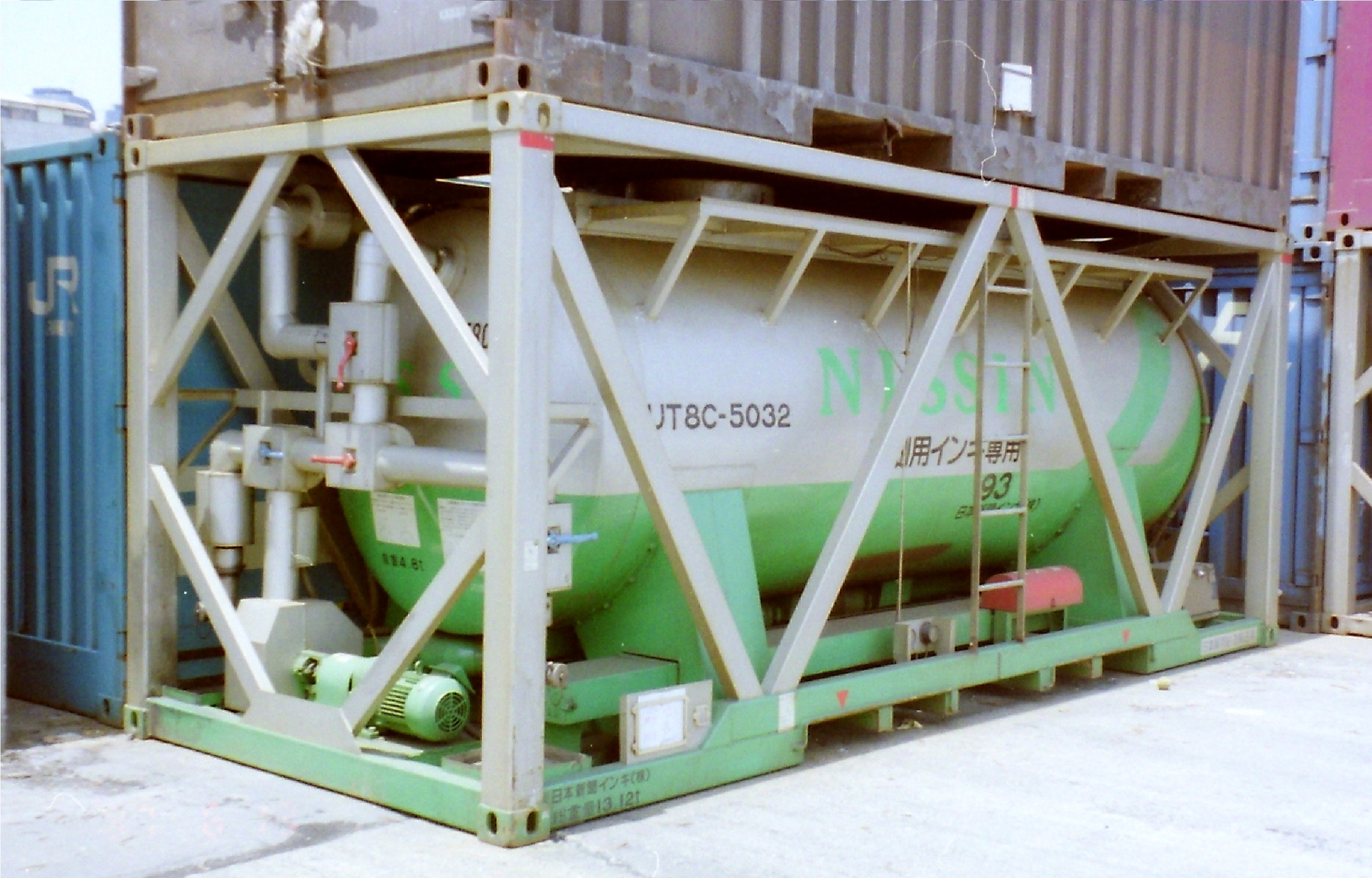
UT8C-5001 日本新聞インキ所有。大阪府／元、梅田貨物駅にて、1997年6月13日撮影。

5033
日本陸運産業所有。硝酸ヒドラジン水溶液専用。総重量12.9t。
5034
鶴見曹達所有。塩酸専用。総重量13.2t。
　　　　　↓
東亞合成所有。塩酸専用。総重量13.2t。
5035 ・ 5036
三菱化学物流所有。ポリメリックＭＤＩ専用。総重量13.5t。
5037
三菱化学物流所有。無水マレイン酸専用。総重量13.2t。

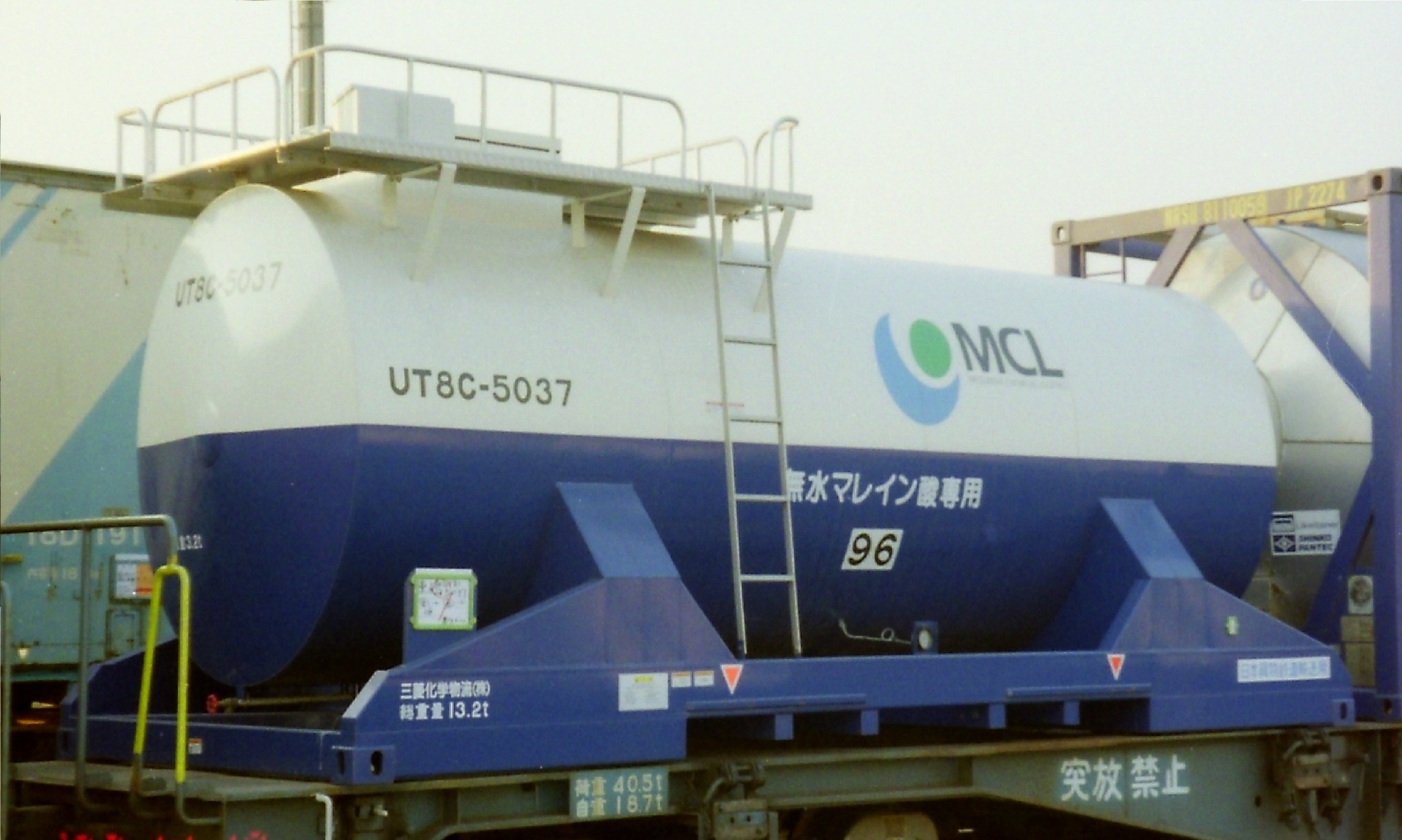
UT8C-5037 三菱化学物流所有。東京都／東京貨物ターミナル駅にて、1997年11月23日撮影。

5038
日本陸運産業所有。森田化学工業借入。酸化フッ化アンモニウム溶液専用。総重量13.5t。
5039
三菱化学物流所有、日本新聞インキ借受。新聞印刷用インキ専用。総重量12.4t。

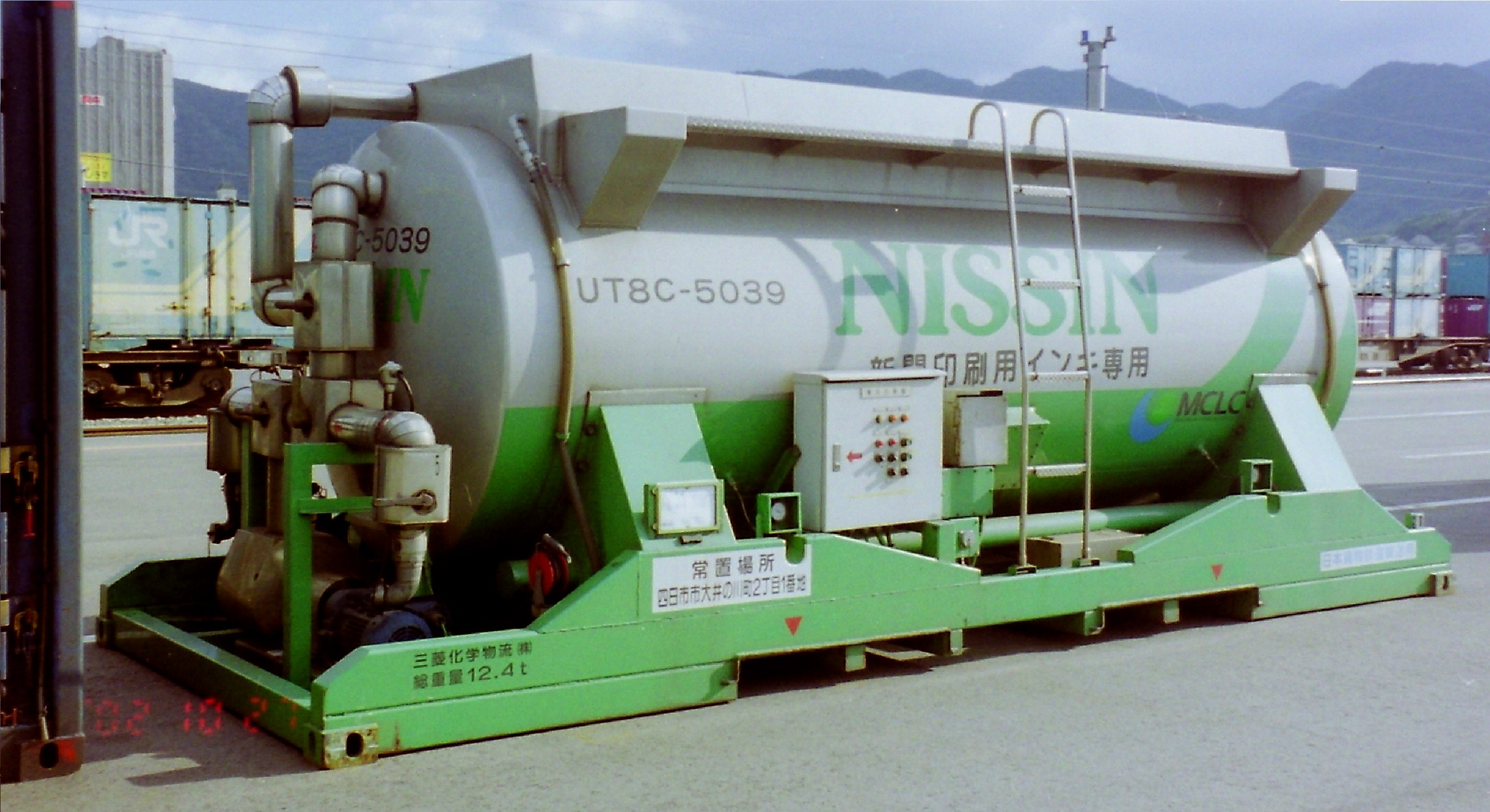
UT8C-5039 三菱化学物流所有、日本新聞インキ借受。福岡県／北九州貨物ターミナル駅にて、2002年10月27日撮影。

5040
日本陸運産業所有、森田化学工業借入。酸化フッ化アンモニウム溶液専用。総重量13.5t。

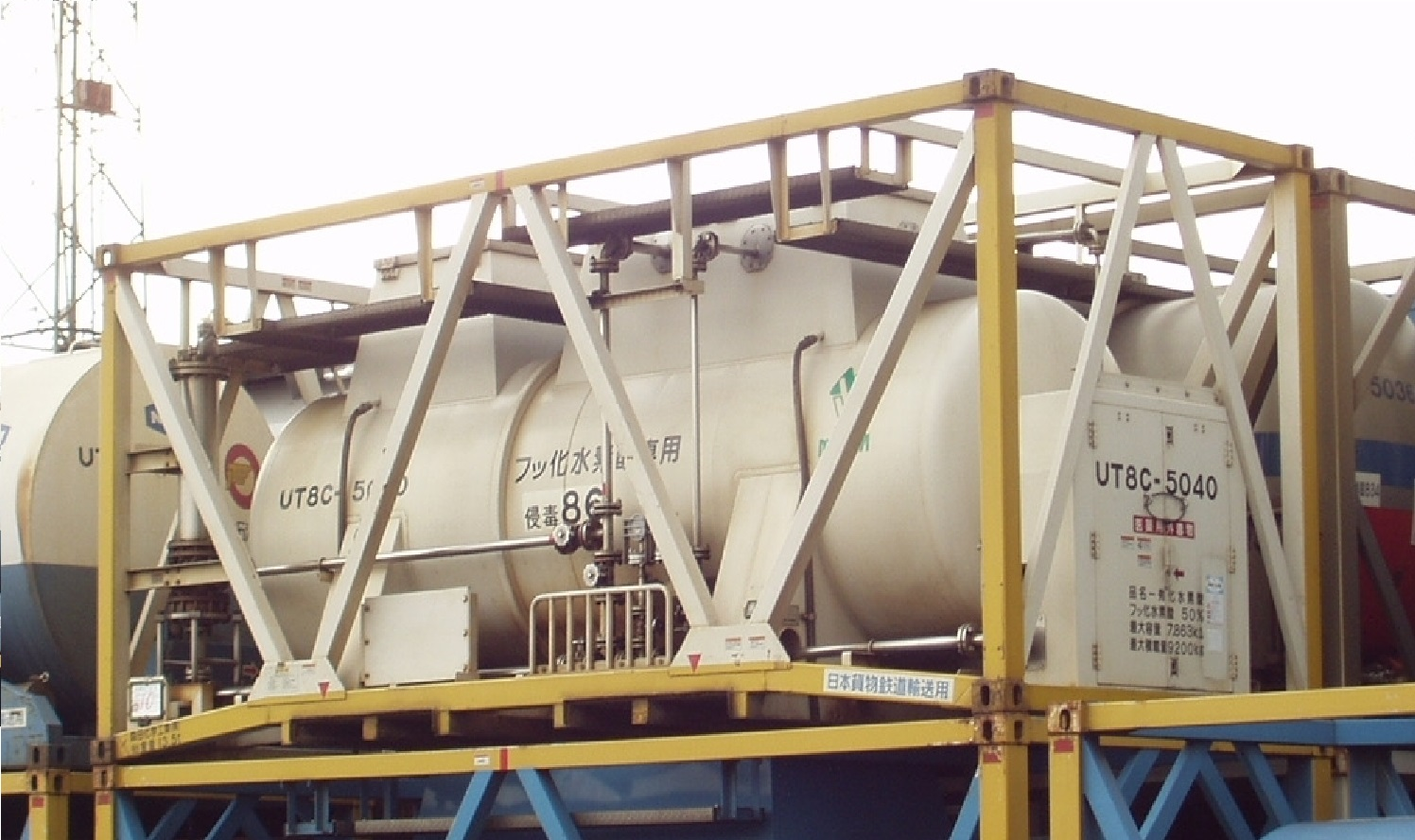
UT8C-5037 日本陸運産業所有、森田化学工業。大阪府／大阪貨物ターミナル駅にて、2004年3月20日撮影。

5041
一宮運輸所有。過酸化水素水専用。総重量13.5t。
5042
所有者不明
5043 ・ 5044
ボルテックス セイグン所有。トリクロロシラン専用。総重量13.5t。
5045
東亞合成所有。塩酸専用。総重量13.2t。
5046
所有者不明
5047 - 5055
ボルテックス セイグン所有。塩化メチシン専用。総重量13.5t。

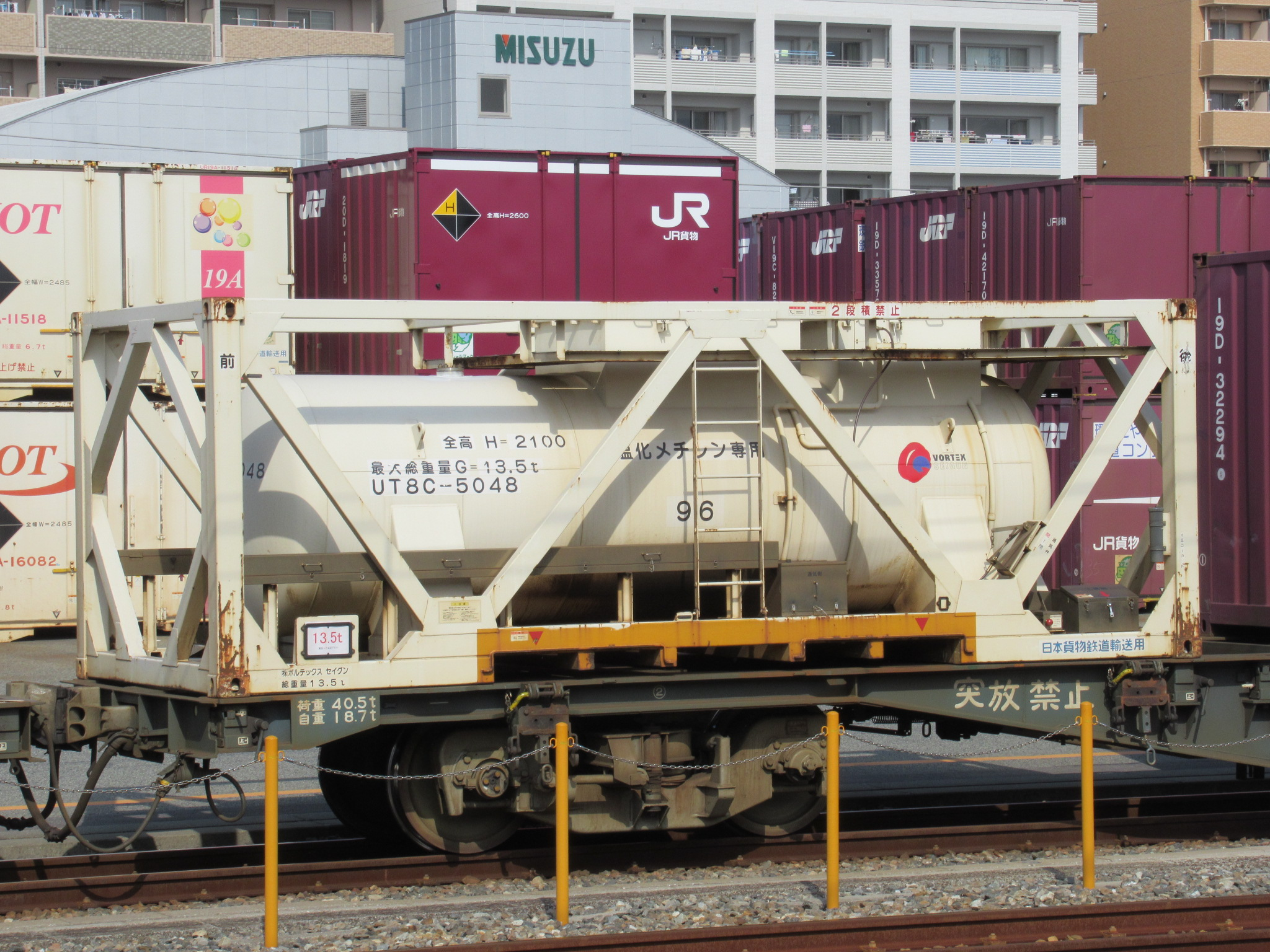
UT8C-5048 ボルテックス　セイグン所有。

### 8000番台
8001
ブルーエキスプレス所有。５５％フッ化水素酸専用。総重量14.2t。

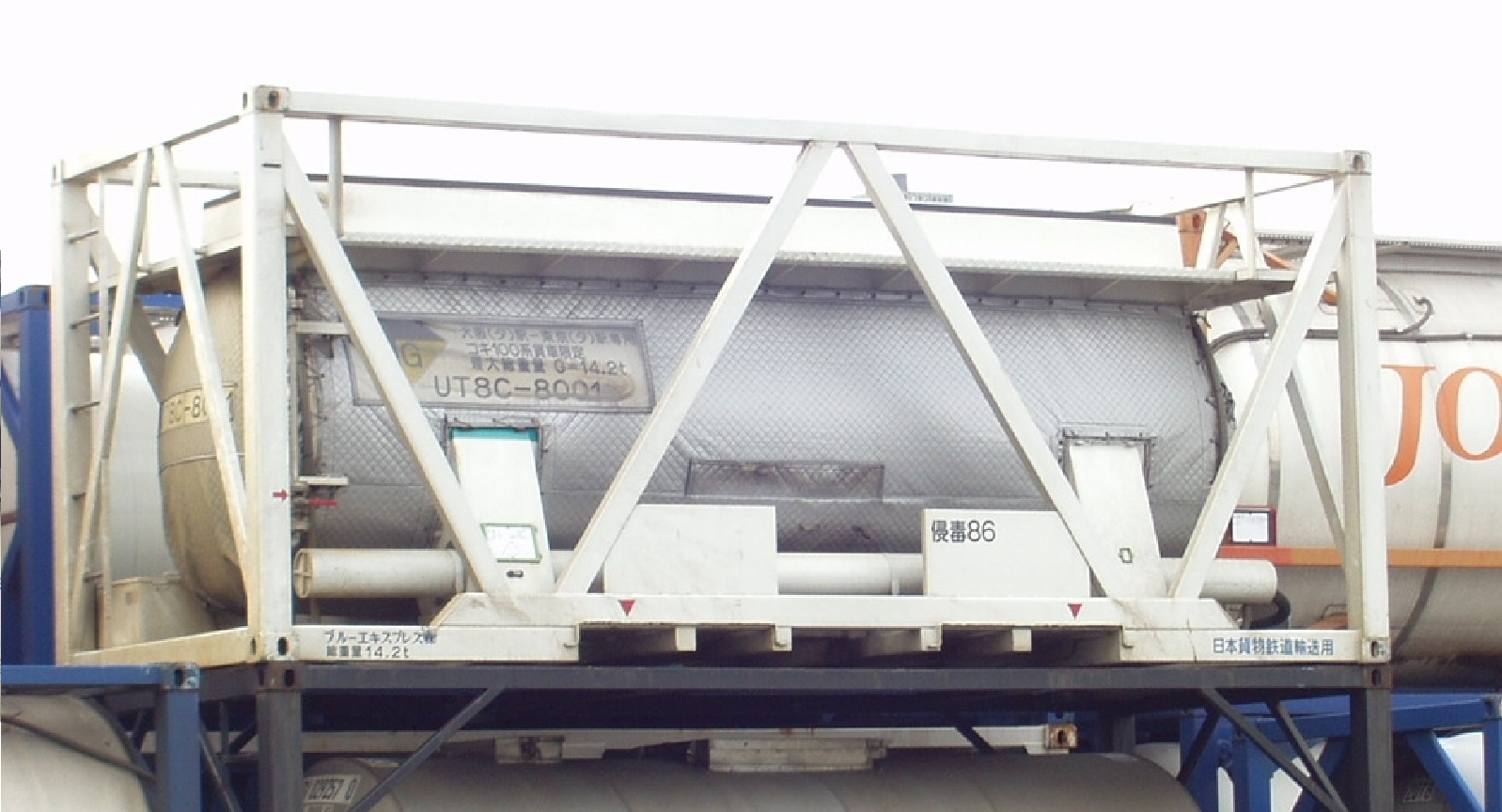
UT8C-8001 ブルーエキスプレス所有。大阪府／大阪貨物ターミナル駅にて、2005年5月15日撮影。

8002 - 8045
所有者不明
8046
中央通運所有。メチルトリクロロシラン専用。総重量13.8t。

## 外部サイト
- コンテナの絵本

| スタブアイコン | サブスタブ | この項目は、まだ閲覧者の調べものの参照としては役立たない、鉄道に関連した書きかけの項目です。この項目を加筆・訂正などしてくださる協力者を求めています（P:鉄道/PJ:鉄道）。 |